# Molophilus paludicola
Molophilus paludicola là một loài ruồi trong họ Limoniidae. Chúng phân bố ở miền Tân bắc.